# Thaumatolpium
Genre
Thaumatolpium est un genre de pseudoscorpions de la famille des Garypinidae.

## Distribution
Les espèces de ce genre sont endémiques du Chili.

## Liste des espèces
Selon Pseudoscorpions of the World (version 3.0) :
- Thaumatolpium caecum Beier, 1964
- Thaumatolpium kuscheli Beier, 1964
- Thaumatolpium longesetosum Beier, 1964
- Thaumatolpium robustius Beier, 1964
- Thaumatolpium silvestrii (Beier, 1930)

## Publication originale
- Beier, 1931 : Neue Pseudoscorpione der U. O. Neobisiinea. Mitteilung aus dem Zoologischen Museum in Berlin, vol. 17, p. 299-318.